# Hôtel de Ligniville (Besançon)
Ne doit pas être confondu avec Hôtel de Ligniville (Nancy).
L'hôtel de Ligniville est un hôtel particulier situé à Besançon dans le département du Doubs.

## Localisation
L'édifice est situé au 104 grande rue dans le secteur de La Boucle de Besançon.

## Histoire
L'hôtel fut construit en deux étapes :
En 1753, l'édifice donnant sur la rue et construit par l'architecte bisontin Jean-Charles Colombot pour M. Varin, conseiller au parlement.
Entre 1774 et 1781, la deuxième partie du bâtiment est achevée entre cour et jardin par Claude Antoine Colombot pour la princesse Jeanne-Marguerite de Ligniville (1728-1808), comtesse de la Baume Montrevel.
Le grand salon du premier étage et ses deux pièces contiguës avec leur décor fait l’objet d’un classement au titre des monuments historiques depuis le 28 février 1984.

## Architecture et décorations
L'édifice en « U » enserre une cour intérieure et possède un jardin d'agrément.
Les façades sont rythmées par des frises représentant un feuillage en bas relief.
Le grand escalier est surmonté d'une coupole et l'antichambre possède deux statues d'Hercule sculptées par Luc Breton[source insuffisante] ou de sauvages, évoquant les armoiries du prince de Ligniville.